# Psylliodes cucullatus
Psylliodes cucullatus (o Psylliodes cucullata) es una especie de insecto coleóptero de la familia Chrysomelidae. Fue descrita en 1807 por Illiger.
La distribución original es el Paleártico, donde está ampliamente distribuido. Se encuentra en campos secos, abandonados. Ha sido introducido en Norteamérica. Su planta huésped es Spergula arvensis.